# Alex Roy (darter)
Alex Roy (Watford, Hertfordshire, 4 september 1974) is een Engelse darter, die meespeelt in de toernooien van de PDC. Zijn bijnaam is Ace of Herts.

## Carrière
In 1998 speelde Roy zijn eerste grote toernooi. Hij haalde de halve finale van het Dutch Open. Een jaar later speelde hij voor het eerst mee op het Ladbrokes World Darts Championship, maar hier verloor hij in de eerste ronde van Rod Harrington. Tot nu toe heeft hij tijdens het Wereldkampioenschap vier keer de laatste zestien gehaald.
Tijdens andere grote toernooien heeft hij het beter gedaan. Hij haalde bijvoorbeeld twee keer de kwartfinale op het World Matchplay en de UK Open. In maart 2004 won hij zijn eerste toernooi. In de finale van de JR+Vauxhall Holiday Park 128 Plus Classic versloeg hij Wayne Mardle. Twee maanden later haalde hij de finale van het Open Antwerpen, waar hij verloor van Colin Lloyd.

## Resultaten op Wereldkampioenschappen

### PDC
- 1999: Laatste 32 (verloren van Rod Harrington met 0-3)
- 2000: Laatste 16 (verloren van Alan Warriner-Little met 0-3)
- 2001: Laatste 16 (verloren van Dave Askew met 2-3)
- 2002: Laatste 32 (verloren van Colin Lloyd met 2-4)
- 2003: Laatste 32 (verloren van Denis Ovens met 1-4)
- 2004: Laatste 16 (verloren van Alan Warriner-Little met 3-4)
- 2005: Laatste 32 (verloren van Phil Taylor met 0-4)
- 2006: Laatste 64 (verloren van Alan Tabern met 2-3)
- 2007: Laatste 32 (verloren van Roland Scholten met 3-4)
- 2008: Laatste 16 (verloren van John Part met 0-4)
- 2009: Laatste 64 (verloren van Kevin McDine met 1-3)
- 2010: Laatste 64 (verloren van Wayne Jones met 1-3)
- 2011: Laatste 64 (verloren van Mark Dudbridge met 1-3)

## Resultaten op de World Matchplay
- 2000: Kwartfinale (verloren van Alan Warriner-Little met 10-16)
- 2001: Laatste 16 (verloren van Phil Taylor met 5-13)
- 2002: Laatste 32 (verloren van John Lowe met 2-10)
- 2003: Kwartfinale (verloren van Peter Manley met 5-16)
- 2004: Laatste 32 (verloren van Phil Taylor met 1-10)
- 2005: Laatste 32 (verloren van Dennis Priestley met 3-10)
- 2006: Laatste 16 (verloren van Dennis Priestley met 8-13)
- 2008: Laatste 32 (verloren van Terry Jenkins met 6-10)